# (33164) 1998 EB2
1998 إي بي 2 (ويعرف أيضًا باسم (33164) 1998 إي بي 2 وفق تسمية الكوكب الصغير) (بالإنجليزية: 1998 EB2)‏ هو كويكب ضمن حزام الكويكبات؛ وترتيبه 33164 من حيث الاكتشاف.
اكتُشف هذا الجُرم الفلكي بواسطة OCA–DLR Asteroid Survey ‏ في 2 مارس 1998.

## وصلات خارجية
- (33164) 1998 EB2 في قاعدة بيانات مختبر الدفع النفاث لأجرام النظام الشمسي الصغيرة

- الاكتشاف · مخطط المدار ·  العناصر المدارية · المعلمات المادية

- (33164) 1998 EB2 على موقع ويكي سكاي: DSS2, SDSS, GALEX, IRAS, Hydrogen α, X-Ray, Astrophoto, Sky Map, Articles and images